# 東海館
東海館（とうかいかん）は、静岡県伊東市東松原町12-10にある文化施設。建物は伊東市指定有形文化財。1928年（昭和3年）から1997年（平成9年）まで温泉旅館「東海館」として営業していた。その後建物が伊東市に寄贈され、2001年（平成13年）に文化施設「東海館」が開館した。

## 歴史

### 温泉旅館時代
1928年（昭和3年）、賀茂郡伊東町で材木商を営んでいた稲葉安太郎によって、温泉旅館の東海館が創業した。1938年（昭和13年）には国鉄伊東線が開通し、客層が湯治客から団体客に変化したことで、何度か建物の増築を重ねている。1938年（昭和13年）に増築を行った際には、異なる3人の棟梁が各階を担当して技を競ったという。1949年（昭和24年）には望楼が建設され、当時は周辺に高層の建物がなかったことから、天城山がよく見えたという。1958年（昭和33年）9月には狩野川台風で大きな被害を受けている。1988年（昭和63年）には東海館周辺の景観が「静岡県まちなみ50選」に選定された。

### 文化施設時代
東海館は1997年（平成9年）に温泉旅館としての営業を終了し、建物が所有者から伊東市に寄贈された。2002年度（平成14年）には「温泉文化香る東海館界隈」が静岡県景観賞の最優秀賞を受賞。1999年（平成11年）3月30日には伊東市指定有形文化財に指定された。1999年から2001年（平成13年）にかけて、伊東市は約3億円をかけた保存改修工事を行い、2001年7月26日に伊東市の文化施設「東海館」が開館した。

## 館内
- 1階
  - 玄関、受付、ホール、中庭、喫茶室、厨房、管理事務室、インフォメーションコーナー、大浴場、小浴場
  - 蔦の間、桔梗の間、菖蒲の間、蘭の間、葵の間
- 2階
  - 常設展示室、特設展示室、会議室・展示室
  - 藤の間、五月の間、橘の間、牡丹の間
- 3階
  - 大広間、舞台
  - 燕の間、千鳥の間、鶴の間、孔雀の間
- 望楼

## 特色
ヤマザキマリの漫画『テルマエ・ロマエ』には、東海館をモデルとする「伊藤温泉 東林館」が登場する。大浴場の唐獅子は彫師の森田東光が手掛けている。
2018年公開の映画『DTC -湯けむり純情篇- from HiGH&LOW』など、様々な映画作品・テレビ番組などでロケ地として使用されている。
東隣には大正時代に創業した旅館いな葉があったが、2007年（平成19年）にいったん廃業したのち、現在はゲストハウスのケイズハウス伊東温泉として営業している。旅館いな葉の建物は1998年（平成10年）9月2日に国登録有形文化財に登録された。

## 利用案内
- アクセス - JR伊東線伊東駅から約1km[10]
- 休館日 - 毎月第3火曜日、1月1日（入浴は土日祝のみ）[10]

### 見学の場合
- 開館時間 - 9時-21時[10]
- 入館料 - 大人200円、小人100円[10]

### 入浴の場合
- 男性大浴場 - 11時-12時45分、15時-16時45分
- 女性大浴場 - 13時-14時45分、17時-19時
- 入浴料 - 大人500円、小人300円[10]

## ギャラリー

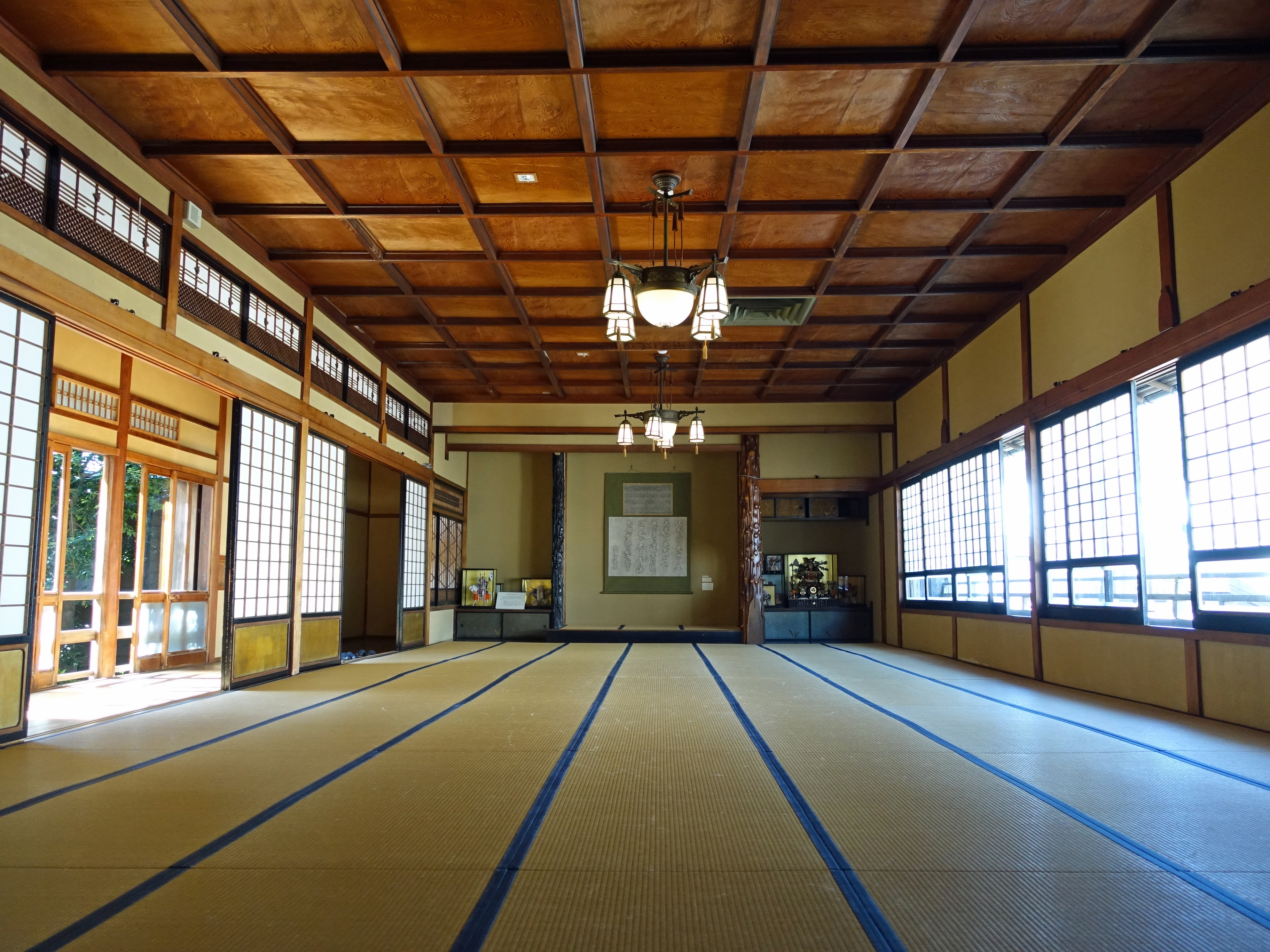
3階大広間
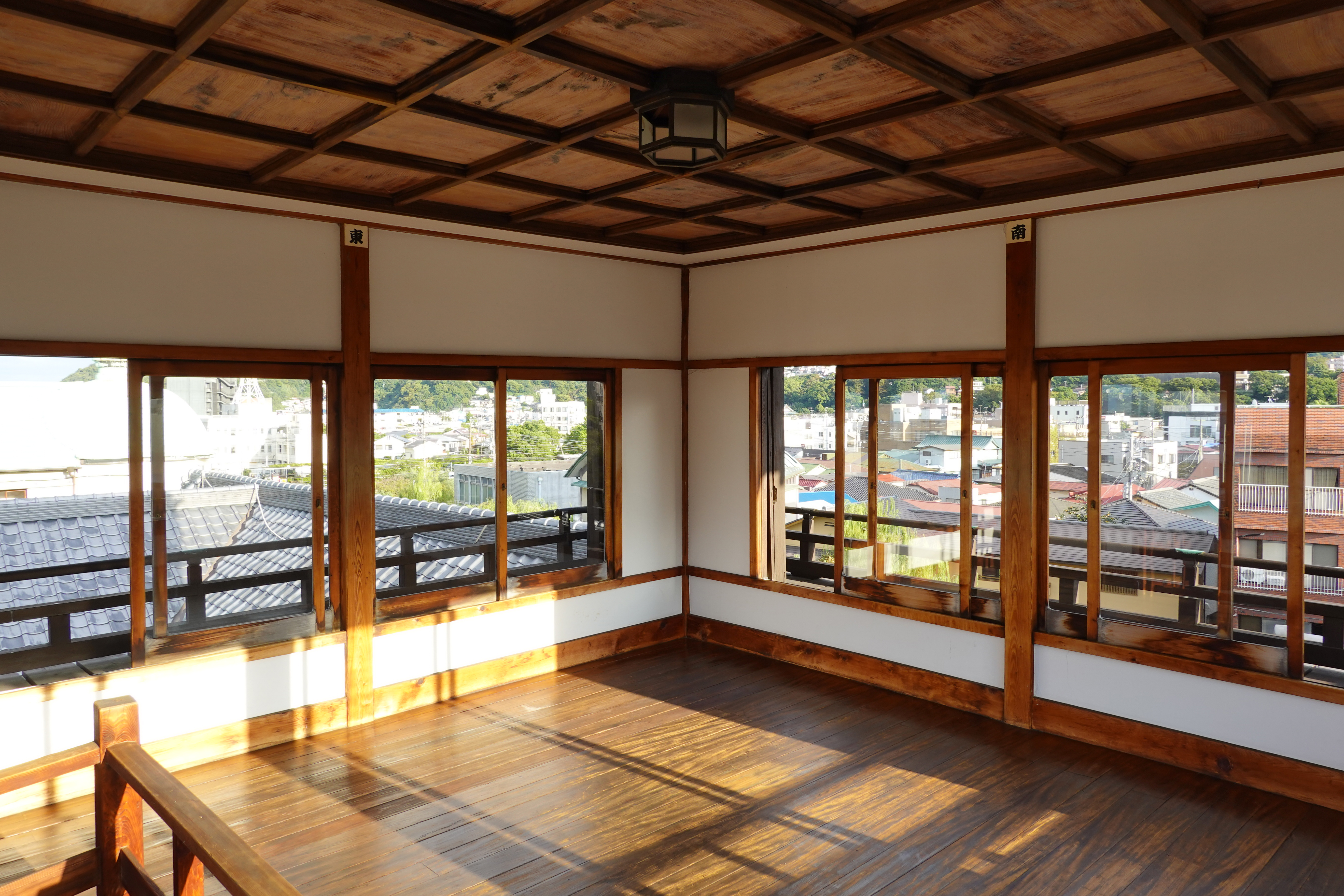
望楼内部
- 東海館